# Facultad de Ciencias Económicas y Empresariales (Universidad de Burgos)
La Facultad de Ciencias Económicas y Empresariales de la Universidad de Burgos se creó en 1997 como transformación de la antigua Escuela Universitaria de Ciencias Empresariales de Burgos
,
que a su vez era heredera de la antigua escuela de Comercio de Burgos.
La gestión de dicha transformación nació dentro de la recientemente creada Universidad de Burgos que se había escindido de la Universidad de Valladolid.

## Historia
La antigua Escuela de Comercio nació en 1947 en la instalaciones del Monasterio San Agustín, en la calle Madrid.
En el año 1985 siendo ya Escuela Universitaria, se trasladó a la calle Francisco de Vitoria, en el polígono docente (Campus del Vena).
En 1997 incorporó estudios de ciclo largo y se transformó en facultad.
El actual edificio de La Facultad de Económicas y Empresariales fue inaugurado en 1999 por la Infanta Elena y se encuentra en el Campus denominado San Amaro (Hospital del Rey), donde también se ubican las facultades de Educación, Derecho, Ciencias, Humanidades y Comunicación, Ciencias de la Salud y uno de los edificios de la Escuela Politécnica Superior.
En esta facultad han estudiado algunos de los más reputados economistas que hay en España en la actualidad tales como el director general de El Árbol y el de Banca Cívica, la consejera delegada de Bankinter, y socios de auditoría en diversas firmas, etc.

## Estudios
En la Facultad de Ciencias Económicas y Empresariales se imparten en la actualidad siguientes titulaciones de la Universidad de Burgos:
| GRADOS | MÁSTERES UNIVERSITARIOS |
| --- | --- |
| Grado en Administración y Dirección de Empresas (Bilingüe, español) Grado en Finanzas y Contabilidad Grado en Turismo (modalidad online) Doble Grado en Derecho y Administración y Dirección de Empresas Doble Grado: impartición simultánea del Grado en Administración y Dirección de Empresas y del Grado en Turismo | Máster Universitario en Administración de Empresas (MBA) Máster Universitario en Contabilidad Avanzada y Auditoría de Cuentas (Semipresencial) Máster Universitario en Cooperación Internacional para el Desarrollo (Interuniversitario) Máster Universitario en Economía Circular (Semipresencial) Máster Universitario en Investigación en Administración y Economía de la Empresa (Interuniversitario) |